# 形相
形相（けいそう、希: eidos, hylē、古希: εἶδος、羅: fōrma, materia、英: form, matter、独: Form, Materie、仏: forme, matériel）とは、もともと、見ることが出来る「形」を意味するギリシャ語のエイドス（eidos）の訳語で、ある一つの種類のものごとを他のものとは区別可能な特徴を指す用語である。
アリストテレス登場以降「形相」は「質料」もしくは「素材」と密接に関わり合う哲学用語として用いられるようになった。

## 「形相」の起源
「形相」起源はイオニア学派のアナクシマンドロスの「ペラス（peras）」と「アペイロン」にまで遡ることが出来る。これは「限定するもの」と「無限定なもの」を意味する。ギリシア哲学において一貫した特徴として、世界の成り立ちを「ペラス」と「アペイロン」の二つの面から捉えようとする傾向があり、ここから、「限定するもの」と「限定されるもの」をどのように捉えるかという問題意識が展開された。

## プラトンにおける「形相」の扱い
プラトンの説によると、不完全な経験的世界を超越し、完全で真実である理性の世界を「イデア」ないしは「エイドス」と定義した
。プラトンは「洞窟の比喩」を使って、現実に人間が見ている世界はイデア界の影にすぎないと論じている。

## アリストテレス哲学における「形相」
「質料」（ヒュレー）と「形相」（エイドス）を対置して、内容、素材とそれを用いてつくられたかたちという対の概念として初めて用いた人は、古代ギリシアの哲学者アリストテレスである。彼の『形而上学』の中にこういう概念枠組みが登場する。また『自然学』でもこうした枠組みで説明が行われる。
プラトンが観念実在論を採り、あるものをそのものたらしめ、そのものとしての性質を付与するイデアを、そのものから独立して存在する実体として考えたのに対し、アリストテレスは、あるものにそのものの持つ性質を与える形相（エイドス）は、そのもののマテリアルな素材である質料（ヒュレー）と分離不可能で内在的なものであると考えた。
プラトンは元来イデアを意味するの言葉にエイドスという言葉も使っていたのだが、アリストテレスが師の概念と区別してこの言葉を定義した。
プラトンの説によると、イデアは時空を超越し物体ではなく、永遠の存在であり、オントース・オンと言われる。イデアは感覚的知覚であるドクサの対象ではなく理性的認識であるエピステーメーの対象である。また、感覚世界の一つ一つの事物はイデアを原形とする模型の像であり、イデアを分けて所有するものである。プラトンはこのような意味を示す言葉としてエイドスという言葉をしばしば使用していてイデアとエイドスを使い分けてはいない。
アリストテレスはイデアとエイドス厳密に区別して使用している。また、エイドスを質料（ヒュレー、古希: ὕλη）と対概念となる形相という意味に転用した。イデアは個物から独立して離在するが、エイドスは具体的な個物において、しかもつねに質料とセットになったかたちでしか実在し得ない。